# Microgaster pteroloba
Microgaster pteroloba är en stekelart som beskrevs av De Saeger 1944. Microgaster pteroloba ingår i släktet Microgaster och familjen bracksteklar. Inga underarter finns listade i Catalogue of Life.